# Ramona Theresia Hofmeister
Pour les articles homonymes, voir Hofmeister.
Ramona Theresia Hofmeister, née le 28 mars 1996 à Bischofswiesen, est une snowboardeuse allemande. Elle est médaillée de bronze lors du slalom géant parallèle des Jeux olympiques d'hiver de 2018.

## Palmarès

### Jeux olympiques d'hiver
| Épreuve / Édition   | Slalom géant parallèle |
| ------------------- | ---------------------- |
| JO 2018 Pyeongchang | Bronze                 |

### Championnats du monde
| Épreuve / Édition           | Slalom parallèle          | Géant parallèle |
| --------------------------- | ------------------------- | --------------- |
| Mondiaux 2017 Sierra Nevada | 6e                        | 4e              |
| Mondiaux 2019 Park City     | Médaille de bronze, monde | 10e             |
| Mondiaux 2021 Rogla         | Médaille d'argent, monde  | 5e              |

### Coupe du monde

#### Coupe du monde
- 4 gros globes de cristal :
  - Vainqueur du classement parallèle en 2020, 2021, 2022 et 2024.
- 6 petits globes de cristal :
  - Vainqueur du classement slalom géant parallèle en 2020, 2021, 2022, 2023 et 2024.
  - Vainqueur du classement slalom parallèle en 2024.
- 48 podiums dont 26 victoires.

#### Détails des victoires
| Épreuve / Édition | Slalom parallèle  | Slalom géant parallèle                                |
| ----------------- | ----------------- | ----------------------------------------------------- |
| 2017-2018         | Bad Gastein       | Rogla                                                 |
| 2018-2019         |                   | Pyeongchang Secret Garden                             |
| 2019-2020         | Bad Gastein       | Bannoïe Cortina d'Ampezzo Scuol Blue Mountain (en) x2 |
| 2020-2021         |                   | Carezza Rogla Bannoïe                                 |
| 2021-2022         |                   | Rogla                                                 |
| 2022-2023         |                   | Blue Mountain (en)                                    |
| 2023-2024         | Davos Bad Gastein | Carezza Cortina d'Ampezzo Krynica-Zdrój               |
| 2024-2025         | Bad Gastein       | Bansko x2 Val Saint-Côme x2 Krynica-Zdrój             |